# 三重大学の人物一覧
三重大学の人物一覧（みえだいがくのじんぶついちらん）は、三重大学に関係する人物の一覧記事。

## 著名な教職員

### 人文学部
- 児玉克哉 文化学科教授 社会学・平和学
- 尾西康充 文化学科教授 日本文学・日本近代文学
- 石井眞夫 文化学科教授 文化人類学
- 朴恵淑 文化学科教授 副学長

### 教育学部
- 奥村晴彦 情報教育課程教授 LHA のアルゴリズムを開発、日本でのTeX普及活動
- 米川直樹 学校教育教員養成課程（保健体育講座）教授 スポーツ心理学の研究
- 露峰茂明 学校教育教員養成課程（数学教育講座）教授 代数学、保型関数論の研究
- 弓場徹 学校教育教員養成課程（音楽教育講座）教授 声楽家、発声の研究

## 主な出身者

### 政界

#### 現職国会議員
- 福田徹 衆議院議員

#### 元職国会議員
- 坂口力 元衆議院議員、公明党副代表、元厚生労働大臣、三重県立大学医学部（現医学部）卒
- 中西績介 元衆議院議員、総務庁長官、社会民主党副党首、三重農林専門学校（現生物資源学部）卒
- 角屋堅次郎 元衆議院議員、元衆議院決算委員長
- 一川保夫 元参議院議員、元防衛大臣、元衆議院議員、農学部農業土木学科（現生物資源学部）卒
- 浜田国松 元衆議院議員、第30代衆議院議長、三重師範学校（現教育学部）卒
- 長井源 元衆議院議員、元衆議院懲罰委員長、弁護士、三重師範学校（現教育学部）卒
- 伊藤幸太郎 元衆議院議員、桑名郡長島町長、三重師範学校（現教育学部）卒

#### 地方政界
- 萩原量吉 元三重県議会議員、教育学部卒
- 四方源太郎 京都府議会議員、人文学部卒
- 稲森稔尚 次期三重県伊賀市長、大学院人文社会科学研究科卒

### 行政
- 服部忠行 元三重県菰野町町長、元三重県道路公社副理事長、元三重県土木部次長

### 研究者・学者
- ウォルター・リール - 化学生態学、カリフォルニア大学デービス校特別教授、アメリカ科学振興協会フェロー
- 横山俊祐 農学 三重県農業技術センター茶業センター場長
- 芋生憲司 バイオマス、東京大学教授、農学部農業機械学科卒
- 沢田敏男 農業土木学、京都大学名誉教授、元京都大学総長、文化勲章受章者、三重高等農林学校農業土木科（現生物資源学部）卒
- 西田律夫 化学生態学、京都大学名誉教授、農学部農芸化学科卒
- 別所和久 医学、京都大学名誉教授、大学院医学研究科修了
- 米山俊直 文化人類学、京都大学名誉教授、紫綬褒章受章者、米山リサの父、農学部農学科（現生物資源学部）卒
- 池田雅則 民法学、元名古屋大学教授、成城大学教授、人文学部卒
- 石蔵文信 循環器科学、大阪大学招へい教授、医学部卒
- 水越敏行 教育学、大阪大学名誉教授、元日本教育工学会会長、水越伸の父
- 米倉綽 英語学、京都府立大学名誉教授
- 斎辰雄 元陸上選手、元中京大学体育学部長
- 豊住誠 教育学、皇學館大学教授、教育学部卒
- 豊田長康 医学、鈴鹿医療科学大学学長、三重大学で博士号取得
- 森正美 文化人類学、京都文教大学教授

### 文学
- 吉原清隆 小説家 人文学部社会科学科卒
- はやみねかおる 児童文学作家 教育学部卒
- 遠藤寛子 児童文学作家

### マスコミ
- 岩崎和夫 フリーアナウンサー
- 穂積ユタカ Fm yokohama DJ
- 下條由香里 元中京テレビ放送アナウンサー
- 西尾典文 スポーツジャーナリスト、教育学部卒[1]

### 芸術
- 榊莫山 書家 三重師範学校卒
- 向井正雄 合唱指揮者、高校教諭 教育学部卒
- 小川信治 画家 教育学部美術学科卒

### 芸能
- 大河内龍 俳優
- 萩美香 2007年ミス日本グランプリ 人文学部卒
- 大西敬子 タレント 生物資源学部卒
- 松島史奈 女優、タレント 教育学部卒
- 小早川まりん 元AV女優

### 法曹
- 佐藤大和 弁護士